# Renata Tebaldi
Renata Tebaldi (ur. 1 lutego 1922 w Pesaro, zm. 19 grudnia 2004 w San Marino) – włoska śpiewaczka operowa (sopran).
Była córką niezamożnego muzyka występującego w orkiestrach kinowych, który krótko po jej narodzinach opuścił rodzinę. Na trudne dzieciństwo wpłynęła także choroba – polio. Podjęła studia w konserwatorium w Parmie, do siedemnastego roku życia kształcąc się w grze na fortepianie. Przypadkowo odkryto jej głos i skierowano dodatkowo na wydział wokalny; naukę śpiewu kontynuowała w Mediolanie u Carmen Melis. W 1944 w Rovigo debiutowała jako Helena trojańska w Mefistofelesie Arriga Boita.
Wielką karierę rozpoczęła 11 maja 1946 dzięki udziałowi w inauguracyjnym powojennym koncercie w mediolańskiej La Scali pod kierownictwem Arturo Toscaniniego. Toscanini wysoko ją cenił (nazywał jej głos niebiańskim) i wprowadził na stałe do zespołu La Scali, gdzie Tebaldi odnosiła kolejne sukcesy jako wykonawczyni partii Violetty w Traviacie, Ewy w Śpiewakach norymberskich, Madeleine w Andrei Chénierze, Desdemony w Otellu, pani Ford w Falstaffie.
W La Scali występowała regularnie w latach 1949–1954. W 1950 debiutowała w Covent Garden w Londynie. Jako primadonna assoluta była najbardziej wziętą śpiewaczką w największych teatrach operowych do początku lat 50. XX w., kiedy pierwsze sukcesy zaczęła odnosić Maria Callas. Po opuszczeniu La Scali śpiewała w Teatro San Carlo w Neapolu. Od 1954 związała się z Metropolitan Opera w Nowym Jorku. Przez długi czas współpracowała z Mariem Del Monaco.
W kolejnych latach rywalizowała z Callas. Tebaldi dysponowała nieco mniej wszechstronnym głosem, zdecydowanie gorzej wypadała pod względem aktorskim. Wykonywała jednak zarówno sopranowe partie liryczne, jak i dramatyczne.
W 1973 roku zakończyła karierę sceniczną, kontynuowała jedynie występy w recitalach. 5 października 1975 śpiewała w Filharmonii Narodowej w Warszawie.